# Funcție algebrică
În matematică, o funcție algebrică este o funcție care poate fi definită ca  rădăcină a unei ecuații polinomiale. Destul de des funcțiile algebrice sunt expresii algebrice care au un număr finit de termeni, care implică doar operații algebrice: adunarea, scăderea, înmulțirea, împărțirea, ridicarea la o putere întreagă și extragerea de radicali (putere fracționară). Exemple de astfel de funcții sunt:
- {\displaystyle f(x)=1/x}
- {\displaystyle f(x)={\sqrt {x}}}
- {\displaystyle f(x)={\frac {\sqrt {1+x^{3}}}{x^{3/7}-{\sqrt {7}}x^{1/3}}}}

Totuși, unele funcții algebrice nu pot fi exprimate prin astfel de expresii finite (aceasta este teorema Abel-Ruffini). Acesta este cazul, de exemplu, pentru radicalii Bring, care este funcția implicit definită de
{\displaystyle f(x)^{5}+f(x)+x=0}.
Mai exact, o funcție algebrică de grad n într-o variabilă x este o funcție {\displaystyle y=f(x),} care este continuă pe domeniul său și satisface o ecuație polinomială
{\displaystyle a_{n}(x)y^{n}+a_{n-1}(x)y^{n-1}+\cdots +a_{0}(x)=0}
unde coeficienții {\displaystyle a_{i}(x)} sunt întregi. Se poate arăta că se obține aceeași clasă de funcții dacă pentru coeficienții {\displaystyle a_{i}(x)} sunt acceptate numere algebrice. Dacă în coeficienți apar numere transcendente, funcția nu este, în general, algebrică, dar este algebrică în domeniul acestor coeficienți.
Valoarea unei funcții algebrice pentru un argument rațional și, mai general, un argument algebric, este întotdeauna un număr algebric. Uneori, sunt luați în considerare coeficienții {\displaystyle a_{i}(x)} polinomiali pe un [[inel (matematică) |inel] R și se vorbește despre funcții algebrice pe R.
O funcție care nu este algebrică se numește funcție transcendentă, așa cum este de exemplu cazul funcțiilor {\displaystyle \exp x,\tan x,\ln x,\Gamma (x)}. O compunere a funcțiilor transcendente poate da o funcție algebrică: {\displaystyle f(x)=\cos \arcsin x={\sqrt {1-x^{2}}}}.
O ecuație polinomială de gradul al n-lea are până la n rădăcini reale (și exact n rădăcini pe un corp algebric închis, cum ar fi numerele complexe). O ecuație polinomială nu definește implicit o singură funcție, ci până la n funcții. De exemplu ecuația cercului unitate:
{\displaystyle y^{2}+x^{2}=1.}
Acesta determină y până la un semn:
{\displaystyle y=\pm {\sqrt {1-x^{2}}}.}
O funcție algebrică cu m variabile este definită similar, ca o funcție {\displaystyle y=f(x_{1},\dots ,x_{m})} Care rezolvă o ecuație polinomială cu m + 1 variabile:
{\displaystyle p(y,x_{1},x_{2},\dots ,x_{m})=0.}
În mod normal se presupune că p trebuie să fie un polinom ireductibil. Existența unei funcții algebrice este apoi garantată de teorema funcției implicite.
În mod formal o funcție algebrică cu m variabile pe domeniul K este un element al închiderii algebrice a domeniului funcțiilor raționale K(x1, ..., xm).

## Funcții algebrice cu o variabilă

### Generalități
Definiția informală a unei funcții algebrice oferă o serie de informații despre proprietățile lor. Intuitiv, o funcție algebrică este o funcție formată din operații algebrice obișnuite: adunare, scădere, înmulțire, împărțire, ceea ce este o simplificare excesivă, deoarece conform teoremei fundamentale a teoriei lui Galois, funcțiile algebrice nu este obligatoriu să fie exprimabile prin radicali.
În primul rând trebuie reținut că orice funcție polinomială {\displaystyle y=p(x)} este o funcție algebrică, deoarece este soluția y a ecuației
{\displaystyle y-p(x)=0.\,}
În general, orice funcție rațională {\displaystyle y={\frac {p(x)}{q(x)}}} este algebrică, fiind soluția ecuației
{\displaystyle q(x)y-p(x)=0.}
Mai mult, a n-a rădăcină a oricărui polinom {\displaystyle y={\sqrt[{n}]{p(x)}}} este o funcție algebrică, deoarece rezolvă ecuația
{\displaystyle y^{n}-p(x)=0.}
Inversa unei funcții algebrice este și ea o funcție algebrică. Presupunând că y este soluția ecuației
{\displaystyle a_{n}(x)y^{n}+\cdots +a_{0}(x)=0,}
pentru orice valoare a lui x, atunci x este și soluția acestei ecuații pentru orice valoare a lui y. Interschimbând rolurile lui x și y și grupând termenii se obține
{\displaystyle b_{m}(y)x^{m}+b_{m-1}(y)x^{m-1}+\cdots +b_{0}(y)=0.}
Exprimând x în funcție de y se obține funcția inversă, algebrică și ea.
Totuși, nu fiecare funcție are inversă. De exemplu y = x2 nu trece testul liniei orizontale: nu este „unu la unu”. Inversa este „funcția” algebrică {\displaystyle x=\pm {\sqrt {y}}}. O altă modalitate de a înțelege acest lucru este că mulțimea ramurilor ecuației polinomiale care definesc funcția algebrică este graficul unei curbe algebrice.

### Rolul numerelor complexe
Din perspectivă algebrică, numerele complexe intră destul de natural în studiul funcțiilor algebrice. În primul rând, prin teorema fundamentală a algebrei, numerele complexe sunt un corp algebric închis. Prin urmare, orice relație polinomială {\displaystyle p(y,x)=0} este garantat să aibă cel puțin o soluție (și, în general, un număr de soluții care nu depășesc gradul lui p în y) pentru y în fiecare punct x, cu condiția să se permită lui y să nu numai valori reale, ci și complexe. Astfel, problemele legate de domeniul unei funcții algebrice nu sunt importante.

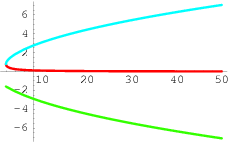
Graficul cu trei ramuri al funcției algebrice y, unde în domeniul 3/2^{2/3} < x < 50

Mai mult, chiar dacă interesul este pentru funcțiile algebrice reale, există cazuri în care funcția nu poate fi exprimată doar prin adunări, scăderi, înmulțiri, împărțiri și radicali fără a recurge la numere complexe (v. casus irreducibilis). De exemplu, fie funcția algebrică determinată de ecuația
{\displaystyle y^{3}-xy+1=0.\,}
Rezolvând, se obține
{\displaystyle y=-{\frac {2x}{\sqrt[{3}]{-108+12{\sqrt {81-12x^{3}}}}}}+{\frac {\sqrt[{3}]{-108+12{\sqrt {81-12x^{3}}}}}{6}}.}
Pentru {\displaystyle x\leq {\frac {3}{\sqrt[{3}]{4}}},} rădăcina pătrată este reală, astfel că rădăcina cubică este bine definită, fiind o rădăcina reală unică. Însă pentru {\displaystyle x>{\frac {3}{\sqrt[{3}]{4}}},} rădăcina pătrată nu este reală. Astfel, rădăcina cubică trebuie aleasă dintre trei numere care nu sunt reale. Dacă aceleași alegeri se fac în cei doi termeni ai formulei, cele trei opțiuni pentru rădăcina cubică oferă cele trei ramuri afișate, în imaginea însoțitoare.
Se poate demonstra că nu există nicio modalitate de a exprima a n-a rădăcină a acestei funcții folosind numai numere reale, chiar dacă funcția rezultată este reală în domeniul graficului prezentat.
La un nivel teoretic mai înalt, utilizarea numerelor complexe permite folosirea tehnicilor puternice ale analizei complexe pentru a discuta funcțiile algebrice. În special principiul argumentului poate fi utilizat pentru a arăta că orice funcție algebrică este de fapt o funcție analitică, cel puțin în sensul cu valori multiple.
Formal, fie p(x, y) un polinom complex de variabilele complexe x și y. Se presupune că x0 ∈ C este astfel încât polinomul p(x0, y) în y are n soluții distincte. Se va arăta că funcția algebrică este analitică în vecinătatea lui x0. Se alege un sistem de n discuri care nu se suprapun Δi conținând fiecare dintre aceste soluții. Apoi prin principiul argumentului
{\displaystyle {\frac {1}{2\pi i}}\oint _{\partial \Delta _{i}}{\frac {p_{y}(x_{0},y)}{p(x_{0},y)}}\,dy=1.}
Datorită continuității, aceasta este valabil pentru orice x în vecinătatea lui x0. În particular, p(x, y) are o singură rădăcină în Δi, dată de teorema reziduului:
{\displaystyle f_{i}(x)={\frac {1}{2\pi i}}\oint _{\partial \Delta _{i}}y{\frac {p_{y}(x,y)}{p(x,y)}}\,dy}
care este o funcție analitică.